# Teologie kandidat
Teologie kandidat, teol. kand., TK, benämns den grundläggande examen som i Sverige avläggs vid teologisk fakultet.

## Historia
Teologie kandidatexamen infördes 1903 istället för den äldre teoretisk teologisk examen (eller dimissionsexamen, införd 1831), och som jämte praktiska teologiska prov erfordrades för prästexamen. Teologie kandidatexamen fanns dock sedan tidigare som lägsta lärdomsgrad vid de teologiska fakulteterna (en omfattande examen, snarare jämförbar med teologie licentiat). För tillträde till utbildningen krävdes bland annat länge att en teologisk filosofisk examen om tre terminer avlagts. I samband med högskolereformen 1977 avskaffades teologie kandidatexamen och ersattes med en så kallad högskoleexamen på religionsvetenskapliga linjen. Högskoleexamen på religionsvetenskaplig linje omfattade enligt 1977 års studieordning 140 akademiska poäng och enligt 1984 års studieordning 160 akademiska poäng. Teologie kandidatexamen kom emellertid att återinföras 1986. Genom de förändringar i svensk högre utbildning som genomfördes som ett led i Bolognaprocessen och som trädde i kraft den 1 juli 2007 upphörde teologie kandidatexamen att vara en särskild yrkesexamen (för prästämbetet), och blev istället en generell kandidatexamen inom teologiämnet. Benämningen förblev dock densamma. En detaljerad genomgång av teologie kandidatexamens utveckling och dess många innehållsliga förändringar under 1900-talet finns i professor Oloph Bexells historik över teologiska fakulteten i Uppsala.
Teologie kandidatexamen kan avläggas efter studier omfattande 180 högskolepoäng vid svenskt universitet. Nuvarande teologie kandidatexamen skall alltså inte förväxlas med äldre teologie kandidatexamina, som enligt 1973 års studieordning omfattade 140 akademiska poäng (det vill säga 210 högskolepoäng), och enligt 1993 års studieordning, omfattade 160 akademiska poäng (motsvarande 240 högskolepoäng).
Ny utbildningsordning för Svenska kyrkan gäller från och med 1 augusti 2013. Den som avser att bli präst erfordras härefter en avlagd teologie magisterexamen (240 högskolepoäng) innehållande Svenska kyrkans kursfordringar + 15 högskolepoäng övrigt i teologi (=255 högskolepoäng sammanlagt).